# 薄德磊
薄德磊（德語：Patricia Hildegard Flor，1944年4月28日—），前德国外交官。曾任德国驻越南大使、德国驻阿尔及利亚大使、德国驻华大使、德国驻印度尼西亚大使、德国驻葡萄牙大使。